# Gabriel de Briord
Gabriel de Briord – francuski dyplomata i autor książki poświęconej Ludwikowi XIV. Był francuskim ambasadorem w Holandii w latach 1700-1701.